# Флаг Темрюка
Флаг муниципального образования Темрю́кское городское поселение Темрюкского района Краснодарского края Российской Федерации — опознавательно-правовой знак, служащий официальным символом муниципального образования.
Флаг утверждён 29 декабря 2005 года и внесён в Государственный геральдический регистр Российской Федерации с присвоением регистрационного номера 2170.

## Описание
«Флаг Темрюкского городского поселения представляет собой прямоугольное полотнище с отношением ширины к длине 2:3, разделённое по горизонтали на шестнадцать узких белых и голубых полос в виде остроконечных волн, посередине которых изображён жёлтый стилизованный якорь и на его фоне — жёлтая виноградная гроздь».

## Обоснование символики
Флаг языком символов и аллегорий отражает исторические, географические и экономические особенности города.
Город Темрюк расположен на северном берегу Таманского полуострова. Из-за своего выгодного расположения место, на котором впоследствии возник город, было заселено ещё в древние времена. На протяжении всей своей истории Темрюк был важным портовым центром — в XIV веке здесь существовала крупная генуэзская колония Копа. И сегодня Темрюк является крупным морским портом международного значения. На флаге об этом говорит изображение якоря и полотнище, заполненное волнами. Якорь — традиционный символ надёжности, спокойствия, твёрдости, удачи.
Гроздь винограда в гербе города отражает основу местного сельского хозяйства — виноградарство и виноделие. Переработка винограда происходит на известных винзаводах: «Фанагория», «Южный», «Мирный». Виноград — символ плодородия, изобилия, гостеприимства, щедрости.
Жёлтый цвет (золото) — символ урожая, богатства, стабильности, уважения, интеллекта.
Белый цвет (серебро) — символ чистоты, совершенства, мира и взаимопонимания.
Голубой цвет (лазурь) — символ чести, благородства, духовности, водных просторов.